# Gråstensmon
Gråstensmon este o arie protejată (arie specială de conservare — SAC, sit de importanță comunitară — SCI) din Suedia întinsă pe o suprafață de 101,3 ha, integral pe uscat.

## Localizare
Centrul sitului Gråstensmon este situat la coordonatele 56°54′57″N 15°32′18″E / 56.9158°N 15.5384°E.

## Înființare
Situl Gråstensmon a fost declarat sit de importanță comunitară în ianuarie 2002 pentru a proteja 1 specie de animale. Situl a fost protejat și ca arie specială de conservare în martie 2011.

## Biodiversitate
Situată în ecoregiunea boreală, aria protejată conține 3 habitate naturale: Mlaștini împădurite, Mlaștini turboase de tranziție și turbării mișcătoare, Lacuri și iazuri distrofice naturale.
La baza desemnării sitului se află o specie protejată de  nevertebrate: Graphoderus bilineatus.